# Wang Ch’ung-hui

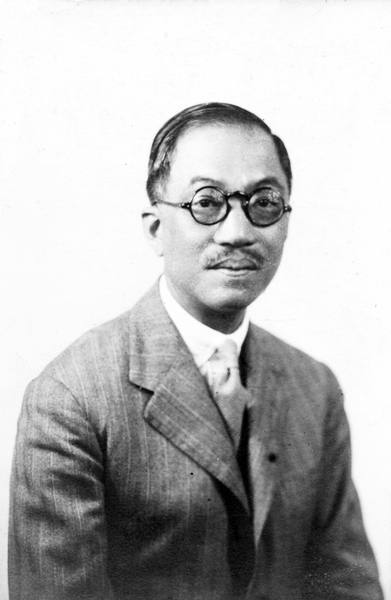
Wang Ch’ung-hui

Wang Ch’ung-hui (chinesisch 王寵惠, Pinyin Wáng Chǒnghuì, W.-G. Wang Ch’ung-hui, * 1. Dezember 1881 in Hongkong; † 15. März 1958 in Taipeh) war ein chinesischer Jurist, Politiker und Diplomat. Er fungierte mehrfach als Justiz- und Bildungsminister sowie 1912 und von 1937 bis 1941 als Außenminister der Republik China. Darüber hinaus war er von 1928 bis 1931 und von 1948 bis 1958 Präsident des Justiz-Yuan, des Verfassungsorgans der Judikative der Republik China. Von 1931 bis 1936 wirkte er als Richter am Ständigen Internationalen Gerichtshof, dem er zuvor von 1922 bis 1930 als Ersatzrichter angehört hatte.

## Herkunft und Werdegang
Wang Ch’ung-hui wurde 1881 in Hongkong  geboren. Seine Vorfahren stammten aus Humen in der chinesischen Provinz Guangdong, die als verfolgte Christen Schutz in der britischen Kronkolonie gesucht hatten. Seit seinem 6. Lebensjahr besuchte er das Hongkonger St. Paul´s College und als Zehnjähriger das Queen’s College, in denen Englisch die Unterrichtssprache war. Als Vierzehnjähriger begann er sein Studium an der Beiyang-Universität in Tianjin mit dem Schwerpunkt der Rechtswissenschaften. Anschließend studierte er in den Vereinigten Staaten an der University of California und an der Yale University, an der er 1905 im Bereich des vergleichenden Zivilrechts promovierte. In dieser Zeit lernte er zudem Französisch, Deutsch und Latein. Von 1905 bis 1907 war er in England tätig, wo er 1907 in London seine Zulassung als Rechtsanwalt erhielt und im gleichen Jahr eine englischsprachige Übersetzung des deutschen Bürgerlichen Gesetzbuches veröffentlichte, die in der Folgezeit zur englischen Standardübersetzung des BGB wurde. Anschließend widmete er sich von 1907 bis 1911 rechtsvergleichenden Studien in Deutschland und Frankreich.

## Revolution und Gründung der Republik China
Obgleich Wang seit 1905 heimlich Mitglied des Revolutionsbundes Tongmenghui war und Kontakt zu Sun Yat-sen unterhielt, den er seit seiner Kindheit kannte, arbeitete ab 1907 in Berlin und Den Haag als Diplomat des Kaiserreiches China, bis er 1911 nach Peking abgeordnet wurde. Kurz nach seinem Eintreffen in China verließ er nach dem Wuchang-Aufstand Peking und schloss sich unter Lebensgefahr der Revolutionsbewegung der Tongmenghui an. Für ihre neu entstandene Republik China schrieb er zu Jahresende 1911 eine Verfassung.
Mit der Ausrufung der Republik China am 1. Januar 1912 ernannte ihn Sun Yat-sen  zum Außenminister. Im weiteren Verlauf seiner politischen Karriere war er darüber hinaus von August bis November 1922 amtierender Premierminister, von März bis Juni 1912, von Dezember 1921 bis August 1922 und von Januar bis September 1924 Justizminister, von August bis September 1922 und von Mai bis Juni 1926 Bildungsminister sowie von März 1937 bis April 1941 während der ersten Hälfte des Zweiten Japanisch-Chinesischen Krieges erneut Außenminister. In den Jahren 1920/1921 wirkte er als Vorsitzender Richter am Obersten Gerichtshof des Landes, von 1928 bis 1931 fungierte er als erster Präsident des Justiz-Yuan. In diesen Funktionen trug er maßgeblich zur Kodifizierung von großen Teilen des Zivil- und des Strafrechts der chinesischen Republik bei. Zu seinen Leistungen in diesem Bereich zählte unter anderem ein Scheidungsrecht, das moderne Rechtsstandards mit alten chinesischen Gewohnheiten verband.

## Die Verfassung von 1931
Nach den politischen Staatsvorstellungen seines 1925 verstorbenen Mentors Sun Yat-sen sollte die Republik China in drei Phasen aufgebaut werden: Die erste Phase einer Militärdiktatur sollte den jungen Staat gegenüber äußeren und inneren Gegnern schützen. Die zweite Phase, die Anleitungsphase, sollte der bürgerschaftlichen Erziehung dienen, damit die folgende dritte Phase der Demokratie erfolgreich verlaufen würde. Nachdem Wang bereits 1911 eine Verfassung für die erste Phase konzipiert hatte, verabschiedete das Parlament 1931 nun auch die vorläufige Verfassung der Anleitungsphase, für die Wang gleichfalls eine Vorlage erarbeitet hatte. Besonders wichtig daran war die völlige rechtliche Gleichstellung der Frau, inklusive des Frauenwahlrechts.

## Richter in den Haag
Über China hinaus machte sich Wang weiterhin einen Namen als Internationaler Richter. Nach dem Ende des Ersten Weltkrieges und der Gründung des Völkerbundes wurde Wang Ch’ung-hui leitender Delegierter seines Heimatlandes bei den Sitzungen der Völkerbundversammlung. Ab 1928 war er Mitglied des Ständigen Internationalen Gerichtshofs in Den Haag. Nachdem er darüber hinaus von 1922 bis 1930 dem neu geschaffenen Ständigen Internationalen Gerichtshof (StIGH) als Ersatzrichter (juge-suppléant) angehört hatte und während dieser Zeit an mehreren Entscheidungen und Rechtsgutachten beteiligt war, darunter 1923 mit dem Wimbledon-Fall der ersten Entscheidung des Gerichtshofs, wurde er im September 1930 von der Versammlung und vom Rat des Völkerbundes zum Richter am Ständigen Internationalen Gerichtshof gewählt. Er trat das Amt Anfang 1931 an und fungierte am Gerichtshof bis zu seinem Rücktritt im Januar 1936, um anschließend nach China zurückzukehren.

## Konferenz von Kairo
Entscheidend war Wangs Rolle auf der Konferenz von Kairo 1943, auf der er darauf bestand, die von Japan annektierten Gebiet Chinas sollten nach einer Kapitulation Japans in das Staatsgebiet der Republik China integriert werden. In die Kairoer Erklärung der Alliierten wurde schließlich Wangs Wunsch entsprechend ein Satz aufgenommen, wonach alle Gebiete, die Japan von China gestohlen habe, wie die Mandschurei, Formosa und die Pescadoren, an die Republik China zurückgegeben würden.

## Gründung der Vereinten Nationen
Wang Ch’ung-hui nahm im Juni 1945 als Delegierter seines Heimatlandes an der Gründungsversammlung der Vereinten Nationen in San Francisco teil und war unter anderem an der Ausarbeitung des Statuts des Internationalen Gerichtshofs beteiligt, der als Nachfolgeinstitution des Ständigen Internationalen Gerichtshofs gegründet wurde.

## Die Verfassung von 1946
Mit dem Sozialdemokraten Zhang Junmai konzipierte Wang die Verfassung der Republik China des Jahres 1946. Es war nach der Verfassung von 1911/12 und 1931 die dritte Verfassung, die Wangs Handschrift trug. Gesundheitsbedingt zog er sich 1947 in seine Heimatstadt Hongkong zurück, um seine Krebserkrankung behandeln zu lassen. Nach der Niederlage der Truppen der Republik China auf dem chinesischen Festland im Chinesischen Bürgerkrieg und der Verlegung der Verfassungsorgane folgte er ihnen nach Taiwan, nahm er seine bisherige Tätigkeit wieder auf und fungierte von 1949 bis zu seinem Tod 1958 als Präsident des Justiz-Yuan der Republik China.

## Humanismus
In verschiedenen Phasen seines Lebens bemühte sich Wang, China vom Joch des Kolonialismus zu befreien. Zahlreiche Gebiete waren nach den Opium-Kriegen und den damit verbundenen Ungleichen Verträgen als Kolonien oder Konzessionsgebiete an ausländische Mächte abgetreten worden. Damit wurde das Land wirtschaftlich ausgebeutet. Zudem unterstanden Ausländer nicht der chinesischen Justiz, sondern der Konsularjustiz ihrer Herkunftsstaaten, wodurch viele Straftaten ungesühnt blieben. Zudem gehörte es zu seiner Außenpolitik, den Rassismus, einer zu seiner Zeit dominierenden Denkweise, diplomatisch zu bekämpfen. Die rechtliche Gleichbehandlung aller „Rassen“ brachte Wang konsequent auf Kongressen ein, sodass sie schließlich UN-Recht (Artikel 1 Absatz 3 der UN-Charta) werden konnten. Durch die Unterstützung einer breit angelegten Alphabetisierungskampagne sowie immense Buchspenden an Universitäten machte sich Wang um die Bildung in China verdient.

## Ehrungen, Alter und Tod
Im Dezember 1935 wurde er zum assoziierten Mitglied der Académie royale des Sciences, des Lettres et des Beaux-Arts de Belgique gewählt. Die Amerikanische Gesellschaft für internationales Recht ernannte ihn 1944 zu ihrem Ehrenmitglied. Ab 1948 gehörte er außerdem der Academia Sinica an. Er starb verarmt 1958 in Taipeh und wurde auf dem Gelände der Soochow-Universität beigesetzt. Das Grabmal wurde von seinem Sohn gestaltet.

## Familie
Wang Ch’ung-hui war Vater des Architekten Wang Da-hong, welcher der ersten Ehe mit der 1919 verstorbenen Yang Zhaoliang stammte. Wang heiratete ein zweites Mal 1927 Zhu Xueqin. Diese Ehe blieb kinderlos.